# Юсупов, Дамир Касимович
Дами́р Каси́мович Юсу́пов (род. 13 сентября 1977, Игарка, Красноярский край, РСФСР, СССР) — российский пилот гражданской авиации. Герой Российской Федерации (2019). Командир воздушного судна Airbus A321 авиакомпании «Уральские авиалинии», совершившего успешную аварийную посадку под Жуковским 15 августа 2019 года. Отличник воздушного транспорта (2019).  

## Биография
Дамир Касимович Юсупов родился 13 сентября 1977 года в городе Игарка Красноярского края. По национальности — татарин.
В 1993 году семья переехала в Сызрань, на родину отца. В 1996 году окончил Сызранский политехнический колледж, проходил срочную службу в танковых войсках Вооружённых сил Российской Федерации. При поступлении в лётное училище Дамира Юсупова не приняли — не прошёл медкомиссию.
В 2005 году окончил заочное отделение юридического факультета по специальности «юриспруденция» в Чувашском государственном университете имени И. Н. Ульянова, несколько лет работал по специальности в городской администрации Сызрани.
В 2013 году с отличием окончил Бугурусланское лётное училище гражданской авиации им. П. Ф. Еромасова (филиал Санкт-Петербургского государственного университета гражданской авиации). С того же года работает в авиакомпании «Уральские авиалинии». В 2018 году заочно окончил Ульяновский институт гражданской авиации по специальности «Аэронавигация». В должности командира воздушного судна на момент инцидента с Airbus A321 проработал год.
Член Общественной палаты Свердловской области 5-го созыва.
Является болельщиком футбольного клуба Спартак (Москва).

## Авиационное происшествие
Авиалайнер выполнял плановый рейс U6 178 по маршруту Москва — Симферополь, но через несколько секунд после вылета из аэропорта Жуковский столкнулся со стаей чаек, после чего оба двигателя были повреждены и частично потеряли тягу до значения ниже тяги одного исправного двигателя в режиме взлёта. В результате лайнер не смог набрать необходимую для ухода на второй круг высоту и совершил вынужденную жёсткую посадку на кукурузное поле за пределами аэропорта.

## Награды
- Указом Президента Российской Федерации от 16 августа 2019 года за мужество и героизм, проявленные при исполнении служебного долга в экстремальных условиях, Юсупову Дамиру Касимовичу (а также второму пилоту воздушного судна Георгию Мурзину) присвоено звание Героя Российской Федерации[15]. Золотая звезда вручена в Кремле президентом России Владимиром Путиным 21 ноября 2019 года.
- Юбилейная медаль «100 лет гражданской авиации России» (2023)
- Орден «За заслуги» (2019, Духовное управление мусульман Российской Федерации)[16]
- Памятная медаль Президента РФ «За бескорыстный вклад в организацию Общероссийской акции взаимопомощи #Мывместе» (26 ноября 2020)[17]
- Отличник воздушного транспорта (11 ноября 2019)
- Почётный гражданин города Полевского (09 июля 2020)[18].

## Киновоплощение
В 2022 году начались съёмки художественного фильма Сарика Андреасяна «На солнце, вдоль рядов кукурузы» о происшествии под Жуковским и подвиге Дамира Юсупова. В названии фильма обыграны слова, которые сотрудники экипажа самолёта говорили спасшимся и эвакуированным из самолёта пассажирам, чтобы те шли от самолёта «на солнце, вдоль рядов кукурузы». Фильм вышел в прокат 16 марта 2023 года. Главную роль исполнил Егор Бероев, а Д. Юсупов выступил консультантом картины и исполнил роль «пилота».

## Семья
Отец — Касим Камилович Юсупов (род. 1947), большую часть жизни проработал в 251-м Объединённом авиаотряде аэропорта Игарки, командир экипажа вертолёта Ми-8, командир эскадрильи. Больше 20 лет лётного стажа (более 14 000 часов налёта), с 1993 года на пенсии. Мать — Мянзиля Абдулхаевна Юсупова, работала медиком в аэропорту, проводила предрейсовые осмотры лётчиков.
Старший брат — Олег Касимович Юсупов, майор полиции межмуниципального управления МВД России «Сызранское» (Самарская область). Младший брат — Артур Касимович Юсупов, живёт в Сызрани.
Жена — Наталья, два сына — Ильяс (род. 2006), Исмаил (род. 2007) от первого брака с Аминой Юсуповой (развод в 2012), приёмная дочь Анна (род. 2012), два сына — Динислам (род. 2016), Карим (род. 2022). Дамир и Наталья познакомились в 2014 году на борту самолёта рейса Екатеринбург — Краснодар, поженились через полгода.